# Sofia Ennaoui
Sofia Ennaoui (* 30. August 1995 in Ben Guerir) ist eine polnische Leichtathletin marokkanischer Herkunft, die sich auf den Mittelstreckenlauf spezialisiert hat.

## Sportliche Laufbahn
Ennaoui – Tochter eines Marokkaners und einer Polin – wurde in Marokko geboren, lebt aber seit ihrem zweiten Lebensjahr in Polen (sie ist in Lipiany aufgewachsen). Sie war zuerst im Sportklub LKS Lubusz Słubice und in den Jahren 2013–2016 im MKL Szczecin aktiv.
Zurzeit wohnt sie in Breslau. 2011 nahm sie erstmals bei internationalen Meisterschaften, den Jugendweltmeisterschaften nahe Lille, teil und schied dort im 800-Meter-Lauf mit 2:14,73 min in der ersten Runde aus. Im Jahr darauf gelangte sie bei den Juniorenweltmeisterschaften in Barcelona über 1500 Meter bereits ins Finale und belegte dort in 4:15,23 min den zehnten Platz. Bei den Crosslauf-Weltmeisterschaften 2013 in Bydgoszcz gelangte sie nach 19:45 min auf Rang 26 im U20-Rennen und im Juli gewann sie bei den Junioreneuropameisterschaften in Rieti in 4:20,20 min die Silbermedaille über 1500 Meter. Im Dezember sicherte sie sich dann auch bei den Crosslauf-Europameisterschaften in Belgrad in 13:16 min die Silbermedaille im U20-Rennen. Im Jahr darauf klassierte sie sich bei den Juniorenweltmeisterschaften in Eugene mit 4:13,06 min auf dem fünften Platz über 1500 Meter und kam im 3000-Meter-Lauf in der Vorrunde nicht ins Ziel. 2015 gelangte sie bei den Halleneuropameisterschaften in Prag mit 8:56,77 min auf Rang sechs über 3000 Meter und anschließend gewann sie bei den World Relays auf den Bahamas in 8:11,36 min gemeinsam mit Syntia Ellward, Katarzyna Broniatowska und Angelika Cichocka die Silbermedaille in der 4-mal-800-Meter-Staffel hinter den Vereinigten Staaten und sicherte sich dort zudem in 10:45,32 min gemeinsam mit Broniatowska, Monika Szczęsna und Cichocka die Bronzemedaille in der Medley-Staffel hinter den USA und Kenia. Im Juli gewann sie bei den U23-Europameisterschaften in Tallinn in 4:04,90 min die Silbermedaille über 1500 Meter hinter der Serbin Amela Terzić und anschließend schied sie bei den Weltmeisterschaften in Peking mit 4:16,70 min im Halbfinale über 1500 Meter, sowie mit 2:00,11 min auch im Semifinale über 800 Meter aus. Im Jahr darauf belegte sie bei den Europameisterschaften in Amsterdam in 4:34,84 min den siebten Platz über 1500 Meter und anschließend nahm sie an den Olympischen Spielen in Rio de Janeiro teil und gelangte dort mit 4:14,72 min im Finale auf Rang zehn. Im Dezember siegte sie bei den Crosslauf-Europameisterschaften in Chia in 19:21 min im U23-Rennen.
2017 gewann sie bei den Halleneuropameisterschaften in Belgrad in 4:06,59 min die Bronzemedaille über 1500 Meter hinter der Britin Laura Muir und Konstanze Klosterhalfen aus Deutschland. Mitte Juli gewann sie bei den U23-Europameisterschaften in Bydgoszcz in 4:13,54 min erneut die Silbermedaille und musste sich damit nur der Deutschen Klosterhalfen geschlagen geben, ehe sie bei den Weltmeisterschaften in London mit 4:05,80 min im Halbfinale ausschied. Im Jahr darauf sicherte sie sich bei den Europameisterschaften in Berlin in 4:03,08 min die Silbermedaille hinter der Britin Laura Muir und anschließend wurde sie beim IAAF Continentalcup in Ostrava in 4:22,56 min Siebte. Zudem wurde sie beim Birmingham Müller Grand Prix in 4:02,06 min Dritte und landete damit erstmals auf dem Podest bei einem Diamond-League-Rennen. 2019 gewann sie bei den Halleneuropameisterschaften in Glasgow in 4:09,30 min die Silbermedaille hinter Muir und 2022 belegte sie bei den Weltmeisterschaften in Eugene mit 4:01,43 min im Finale den fünften Platz. Anschließend gewann sie bei den Europameisterschaften in München in 4:03,59 min die Bronzemedaille hinter Muir und der Irin Ciara Mageean. Im Jahr darauf sicherte sie sich bei den Halleneuropameisterschaften in Istanbul in 4:04,06 min die Bronzemedaille hinter Muir und der Rumänin Claudia Bobocea. Im August startete sie bei den Weltmeisterschaften in Budapest und schied dort mit 4:06,47 min in der ersten Runde aus. 2024 kam sie bei den Europameisterschaften in Rom mit 41:13,71 min nicht über den Vorlauf hinaus.
In den Jahren 2015, von 2017 bis 2020 sowie 2022 wurde Ennaoui polnische Meisterin im 1500-Meter-Lauf im Freien sowie 2015, 2018 und 2019 in der Halle. Zudem wurde sie 2017 Hallenmeisterin über 3000 Meter.

## Persönliche Bestleistungen
- 800 Meter: 1:58,98 min, 5. Juni 2022 in Chorzów
  - 800 Meter (Halle): 2:00,40 min, 6. Februar 2019 in Toruń
- 1000 Meter: 2:32,30 min, 14. August 2020 in Monaco (polnischer Rekord)
  - 1000 Meter (Halle): 2:35,69 min, 25. Februar 2023 in Birmingham (polnischer Rekord)
- 1500 Meter: 3:59,70 min, 6. September 2020 in Chorzów
  - 1500 Meter (Halle): 4:04,06 min, 4. März 2023 in Istanbul
- 1 Meile: 4:23,34 min, 22. Juli 2018 in London
  - Meile (Halle): 4:30,43 min, 17. Februar 2016 in Stockholm
- 3000 Meter: 8:59,44 min, 14. Juni 2014 in Sotteville-lès-Rouen
  - 3000 Meter (Halle): 8:45,29 min, 18. Februar 2017 in Birmingham